# Telurijum tetraazid
Telurijum tetraazid je neorgansko hemijsko jedinjenje sa formulom Te(N
3)
4. To je veoma osetljiv eksploziv i ima oblik žute čvrste supstance. Pripremljen je direktno kao precipitat reakcije između telur-tetrafluorida i trimetilsilil azida u fluorohloroformu na 0 °C (32 °F; 273 K).   Takođe se može dobiti reakcijom telur heksafluorida i trimetilsilil azida u fluoru tako da reaguje pod katalizom cezijum hlorida da se dobije: 
TeF6 + 6 (CH3)3SiN3 → Te(N3)4 + 6 (CH3)